# وادي الحصن (إب)
وادي الحصن هي إحدى قرى الجمهورية اليمنية. تتبع جغرافيا لمحافظة إب وإداريًا لمديرية فرع العدين. يبلغ تعداد سكانها 2813 نسمة حسب الإحصاء الذي أجري عام 2004.